# Висарион
Сергей Тороп (на руски: Сергей Анатольевич Тороп) познат с псевдонима Висарион (на руски Виссарион) е руски мистик, бивш сътрудник на милицията в град Минусинск, основател на църквата Последен завет и самообявил се за месия.

## Биография
Тороп е роден на 14 януари 1961 г. в град Краснодар, Русия. През 1967 г. се премества с родителите си в Сибир. Като дете живее първо при тях, после и при своята баба, дълбоко вярваща жена, дала му основата на християнските добродетели. Има средно образование. Служил е като трудовак (в стройбат) през 1979 – 1981 година. Оженва се за Люба, има деца. Работил е като шлосер, художник и преподавател по източни бойни изкуства, по-късно като милиционер в Минусинск.
През есента на 1991 година обявява, че се е пробудил духовно и знае пътя и начина за спасението на човека. Твърди, че усеща в себе си особена сила, която нарича Божия благодат и помощ от Отец за мисията му на Учител сред хората. Известните от Библията Десет заповеди, той конкретизира в 61 заповеди, пригодени за мисленето и нагласата на сегашните хора, които според него за 2 хиляди години не са успели да изтълкуват правилно и да изпълнят 10-те основни заповеди. Твърди, че не учи хората на любов, тъй като те по природа знаят как да обичат, а на правилни взаимоотношения помежду им. Основата на учението му е борбата с егоизма, дълбоко вкорененото отчуждение един от друг, себичност и прекомерна гордост, изразено в Библията с идеята за Вавилонската кула – символ на разделението на хората на различни народи и езици, на все по-нарастващото неразбиране и разединение, характерно за последните векове.
„Общината на Единната вяра“ (преименувана през 1995 г. на „Църква на Последния завет“) под негово ръководство в Южен Сибир, Красноярски край, се основава на тези 61 заповеди и книгите му, както и на т.нар. Последен завет, следхождащ Новия завет за деянията на Иисус Христос.
Обявената цел на общината е да обедини отново хората, преодолявайки разделението им по религии и раси, да освободи душата на човек от наслоенията на егоизма по начина, предложен от Висарион. Според някои от участниците, те провеждат световен експеримент – изграждане на Единно семейство, ново човечество, с нов тип съзнание, свободно от егоизъм, омраза и съревнование. Те твърдят, че на брега на езерото Тиберкул се издига градът на Слънцето, събрал хора от цял свят, живеещи задружно в лоното на Любовта и силата на Вярата.

## Критика
Според справочника „Новые религиозные организации России деструктивного и оккультного характера“, издаван от Мисионерския отдел на Руската Православна Църква, Църквата на Последния Завет е класифицирана като деструктивна религиозна организация.
Според сайта на Сретенския манастир , комисия на московския научно-практически център „Вегетарианско общество“ е установила снижение на телесната маса при 76% от последователите му. В 37% от случаите намаляването е от 1 до 5 кг, в още 40% – от 6 до 15 кг, в 21% – от 17 до 26 кг, а един от последователите е загубил 50 кг. Според източника резултатите са налице въпреки предварителната селекция на по-здрави индивиди.
Съгласно същия източник преди свое пътуване до България Сергей Тороп предсказва край на света, въпреки че вече има две несбъднати подобни пророчеста.

## Арест през 2020
На 22 септември 2020, руските власти арестуват Висарион по обвинение за организиране на нелегална религиозна секта, с възможно причиняване на физическа вреда причинена другиму, и изтезания. Заедно с двамата си сподръжници Вадим Редкин и Владимир Ведерников той бива задържан от ФСБ и руската полиция и по-късно отведен в новосибирския централен окръжен съд. През 2025-та той и сподвижниците му са все още в ареста, без официална присъда.